# 葬甲科
葬甲科（學名：Silphidae），俗稱埋葬蟲，是多食亞目隱翅蟲總科之下的一種甲蟲分類，由兩個亞科組成：葬甲亞科（Silphinae）及覆葬甲亚科（Nicrophorinae）。
除了和其他真社會性動物物種（如：螞蟻、蜜蜂等）相比，照顧幼蟲在昆蟲之中很罕見，所以埋葬蟲的等性在昆蟲界來說可以是一個異數。這種行為昆蟲學家稱之為亞社會性動物（Presociality）。

## 分類、演化及昆蟲學
本科物種通常都與腐屍、真菌和糞便等相關連。觸角呈11節。過往Agyrtidae科的物種亦被包括進本科，現時已獨立出來。現時本科由兩個亞科組成：
- 葬甲亞科（Silphinae Kirby（英语：William Kirby (entomologist)） (1837)）
  1. 干葬甲属
  2. 树葬甲属
  3. 盾葬甲屬（Diamesus Hope, 1840）
  4. 屍葬甲屬（Necrodes Leach, 1815）
  5. 丧葬甲属
    1. 丽葬甲亚属
    2. 双脊葬甲亚属
    3. 真葬甲亚属

  6. 媪葬甲属（Oiceoptoma Leach, 1815）
  7. 缶葬甲属
  8. 葬甲屬（Silpha Linnaeus, 1758）
  9. 亡葬甲屬（Thanatophilus Leach, 1815）
- 覆葬甲亚科（Nicrophorinae Kirby（英语：William Kirby (entomologist)） (1837)）。
  - 覆葬甲屬（Nicrophorus）
  - 冥葬甲屬（Ptomascopus）

## 外部連結
- 維基物種上的相關：葬甲科
- Horn, GH (1880) Synopsis of the Silphidae of the United States with reference to the genera of other countries.
- Wright, Richard.  (PDF). Beetle News. 2009-10. ISSN 2040-6177 （英语）.[永久]